# Guadramiro
Guadramiro é um município da Espanha na província de Salamanca, região histórica do Reino de Leão, comunidade autónoma de Castela e Leão, de área 31,48 km² com população de 177 habitantes (2007) e densidade populacional de 5,76 hab/km².

## Historia
É celebre por ser reconquistado no ano 939 por Ramiro II de Leão, sendo uma das praças fortes do Reino de Leão no século X na sua expansão ao sul.

## Demografia
| Variação demográfica do município entre 1991 e 2007 | Variação demográfica do município entre 1991 e 2007 | Variação demográfica do município entre 1991 e 2007 | Variação demográfica do município entre 1991 e 2007 | Variação demográfica do município entre 1991 e 2007 |
| --------------------------------------------------- | --------------------------------------------------- | --------------------------------------------------- | --------------------------------------------------- | --------------------------------------------------- |
| 1991                                                | 1996                                                | 2001                                                | 2004                                                | 2007                                                |
| 267                                                 | 240                                                 | 204                                                 | 197                                                 | 177                                                 |